# ريك دارنيل
ريك دارنيل (بالإنجليزية: Rick Darnell)‏ (1953 في الولايات المتحدة - ) هو لاعب كرة السلة أمريكي في مركز لاعب الوسط.

## وصلات خارجية
- ريك دارنيل على موقع سبورتس رفرنس (الإنجليزية)
- ريك دارنيل على موقع كلية كرة السلة في سبورتس رفرنس.كوم (الإنجليزية)
- ريك دارنيل على موقع بروبوليرز (الإنجليزية)